# Acantholabus regressus
Acantholabus regressus là một loài tò vò trong họ Ichneumonidae.